# Centro Cultural São Paulo

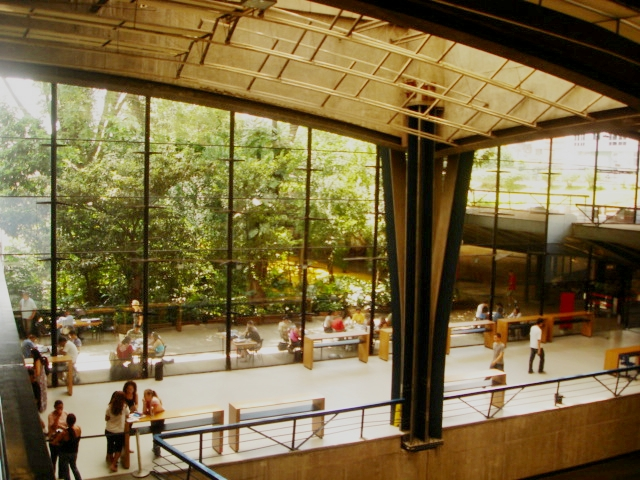
El Centro Cultural São Paulo

El Centro Cultural São Paulo (popularmente conocido como Centro Cultural Vergueiro) es una institución pública dependiente de la Secretaría Municipal de Cultura de la ciudad de São Paulo. Cuenta con un museo, espacio de exposiciones, cursos diversos, bibliotecas, teatros y salas de cine. Fue construido en 1984 y es considerado uno de los principales espacios culturales de la ciudad. Se encuentra en la región central, más específicamente en la Rua Vergueiro nº1000,  y está integrado a la red de metro de la ciudad.